# مود كاري
مود كاري (بالإنجليزية: Maude Cary)‏ هي مبشرة أمريكية، ولدت في 1878، وتوفيت في 1967.